# نوکیا ۳۱۱۰ کلاسیک
نوکیا ۳۱۱۰ کلاسیک یک‌نمونه از گوشی‌های تلفن همراه سری ۳۰۰۰ شرکت نوکیا می‌باشد که توسط همین شرکت به بازار عرضه شده‌است.